# Осетрівка
Осетрі́вка (до 1965 р. — Каборга) — село в Україні, у Чорноморській сільській громаді Миколаївського району Миколаївської області. Розташоване на березі Березанського лиману. Населення становить 94 особи.

## Населення

### Мова
Розподіл населення за рідною мовою за даними перепису 2001 року:

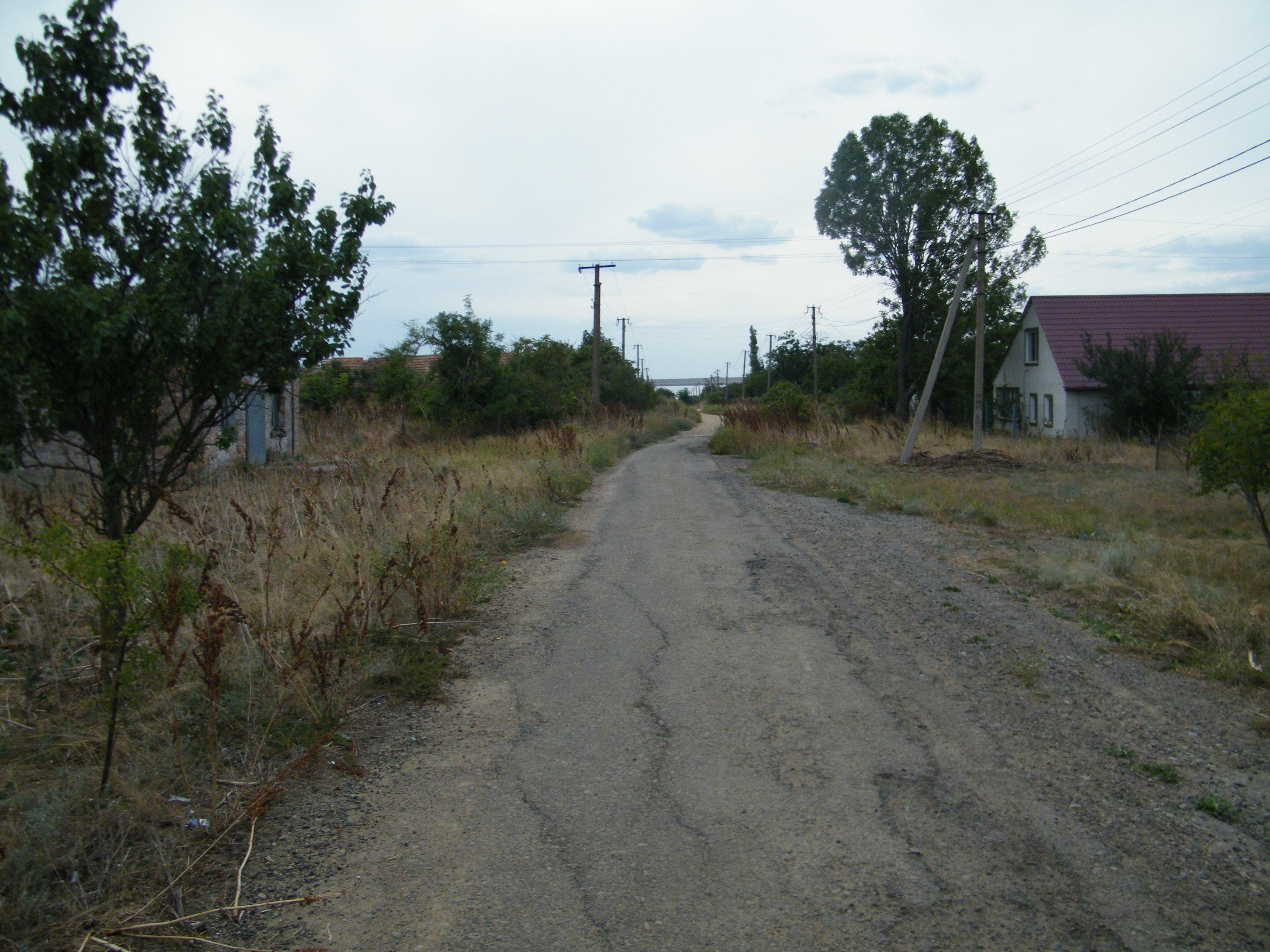
Вулиця в Осетрівці

| Мова       | Кількість | Відсоток |
| ---------- | --------- | -------- |
| українська | 80        | 85.11%   |
| російська  | 14        | 14.89%   |
| Усього     | 94        | 100%     |

## Історія

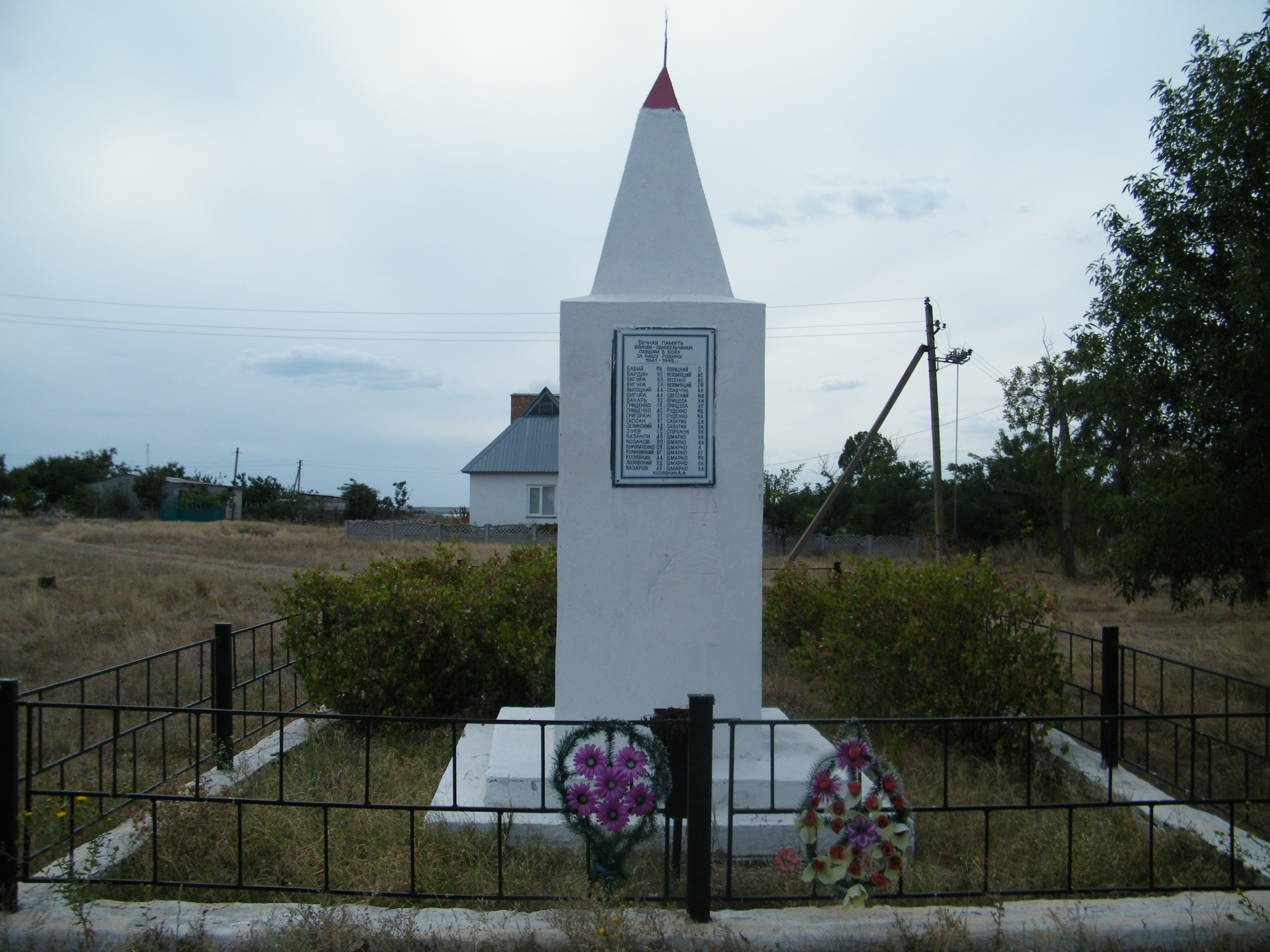
Пам'ятник односельцям, загиблим у Другій світовій війні

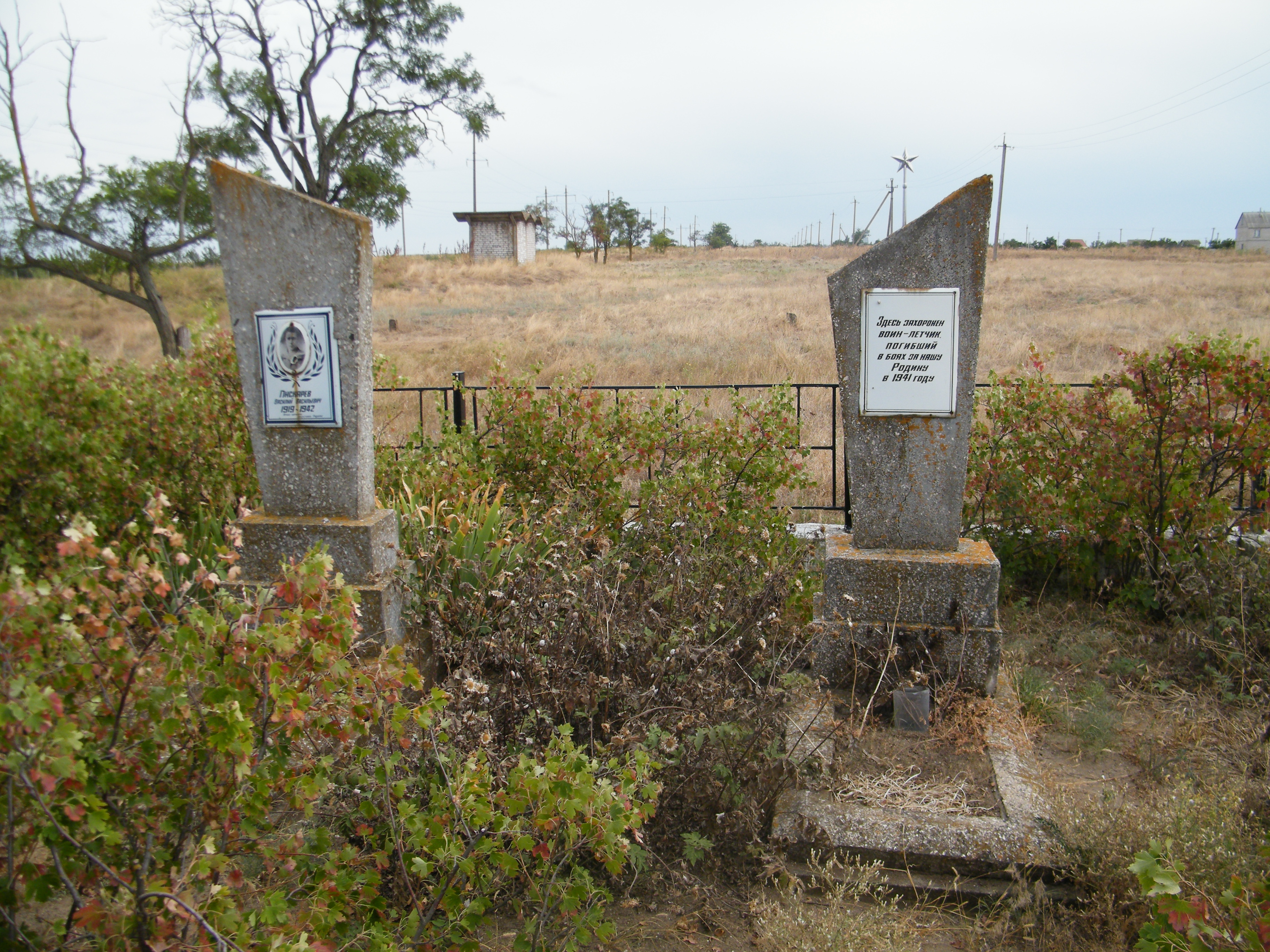
Могили безіменного радянського льотчика, що загинув у 1941 році і воєнтехніка В. В. Піскарьова (1919—1942)

Люди жили в районі Осетрівки здавна. Тут знайдені поселення осівших сарматів, сліди постійного перебування половців — виявлені їхні стійбища, поховання в курганах і кам'яні скульптури на вершинах курганів.
Біля села розташований могильник Каборга, що є найдавнішою пам'яткою черняхівської культури в регіоні.
У 1941 році від села Куцуруб до села Каборга (тепер Осетрівка) походила головна лінія оборони Південного фронту. Тут вирили окопи, поставили дротяні загородження, мінні поля. На початку серпня біля села радянські прикордонники взяли участь у перших боях проти військ Вермахту на суші. Після жорстоких боїв 18 серпня німці зайняли село Каборга.
В селі розташований пам'ятник односельцям, загиблим у Другій світовій війні (41 людина). Поруч є могили безіменного радянського льотчика, що загинув у 1941 році, і воєнтехніка Піскарьова Василя Васильовича (1919—1942), уродженця с. Заменки Шуйського району Івановської області РРФСР, який на сайті Пошуково-видавничого агентства «Книга Пам'яті України» значиться, як такий, що зник безвісти 18.08.1942 р.

## Заклади
З 2007 року в Осетрівці працює Центр реабілітації та ресоціалізації наркозалежної молоді «Джерело» (рос. «Источник»). Головою організації є відомий громадський діяч, психолог Павло Ашотович Казар'ян. У центрі виключено використання будь-яких медикаментозних препаратів, а також нав'язування певного віросповідання. «Джерело» — це закрите терапевтичне співтовариство, яке живе за спеціальною програмою. Кістяк цієї програми розробив американський психолог Френк П'юселік. Тут категорично заборонено вживати наркотики, алкоголь і будь-які інші речовини, що змінюють свідомість, лаятися матом і розмовляти сленгом. Піти звідси можна в будь-який момент — в центрі немає охорони і замків.
Також у селі працює база відпочинку «Осетрівка», яка, крім звичайного відпочинку, пропонує човни напрокат для риболовлі в лимані.
На південь від села розташована газотурбінна електростанція для випробувань агрегатів. Тут проходять випробування агрегати, виготовлені на ДП «Зоря — Машпроект».

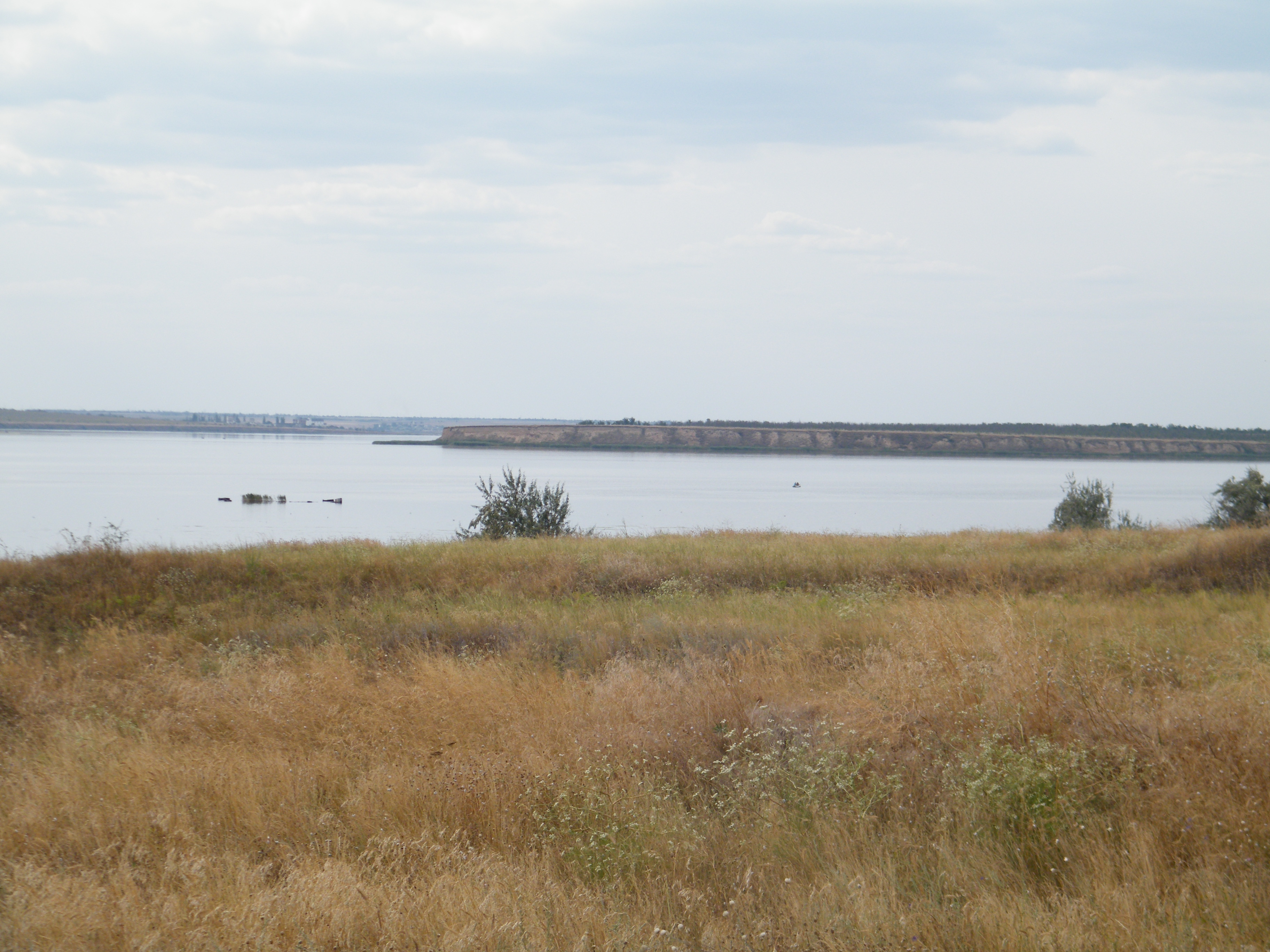
Березанський лиман біля села
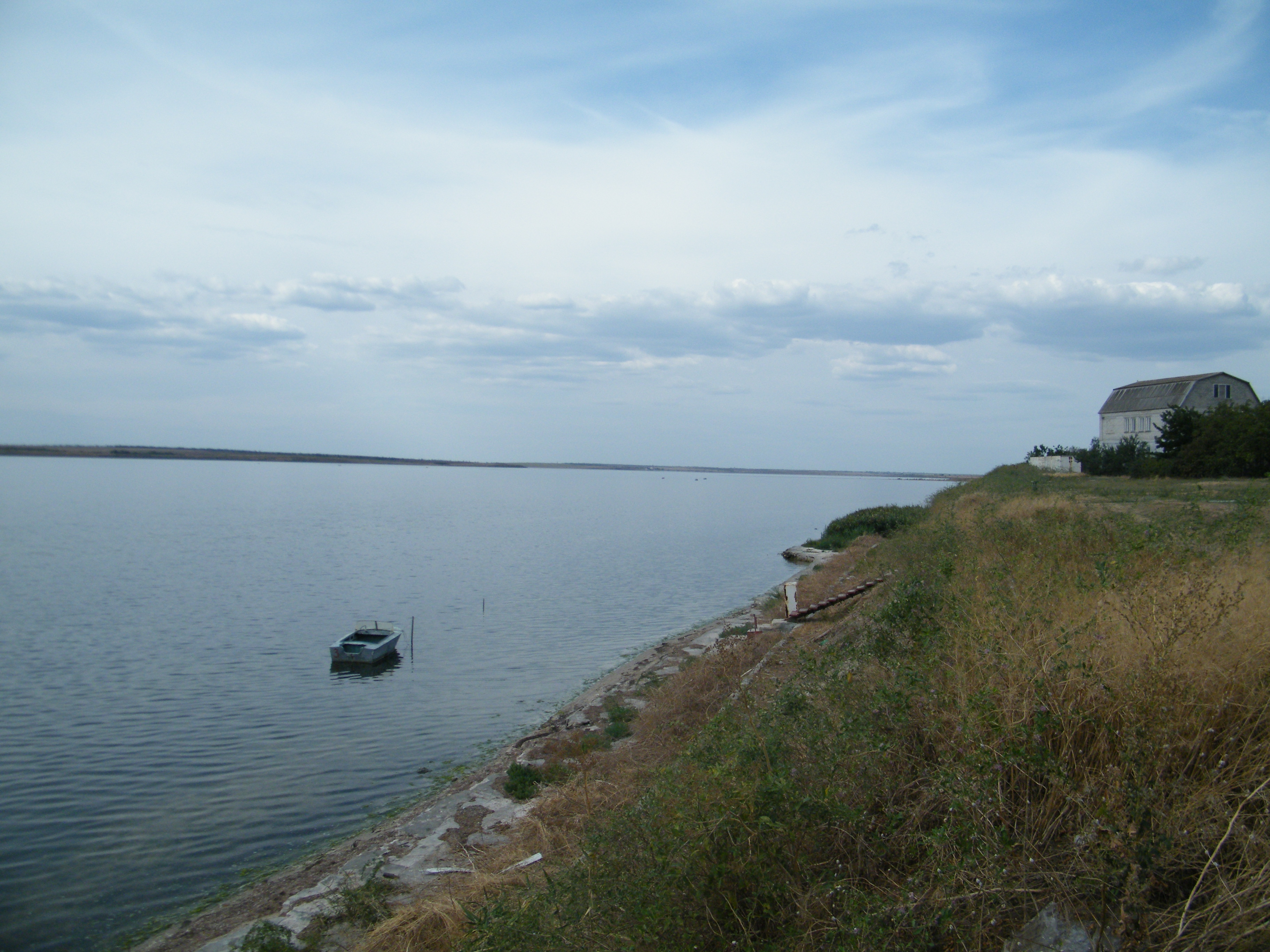
Берег Березанського лиману в Осетрівці
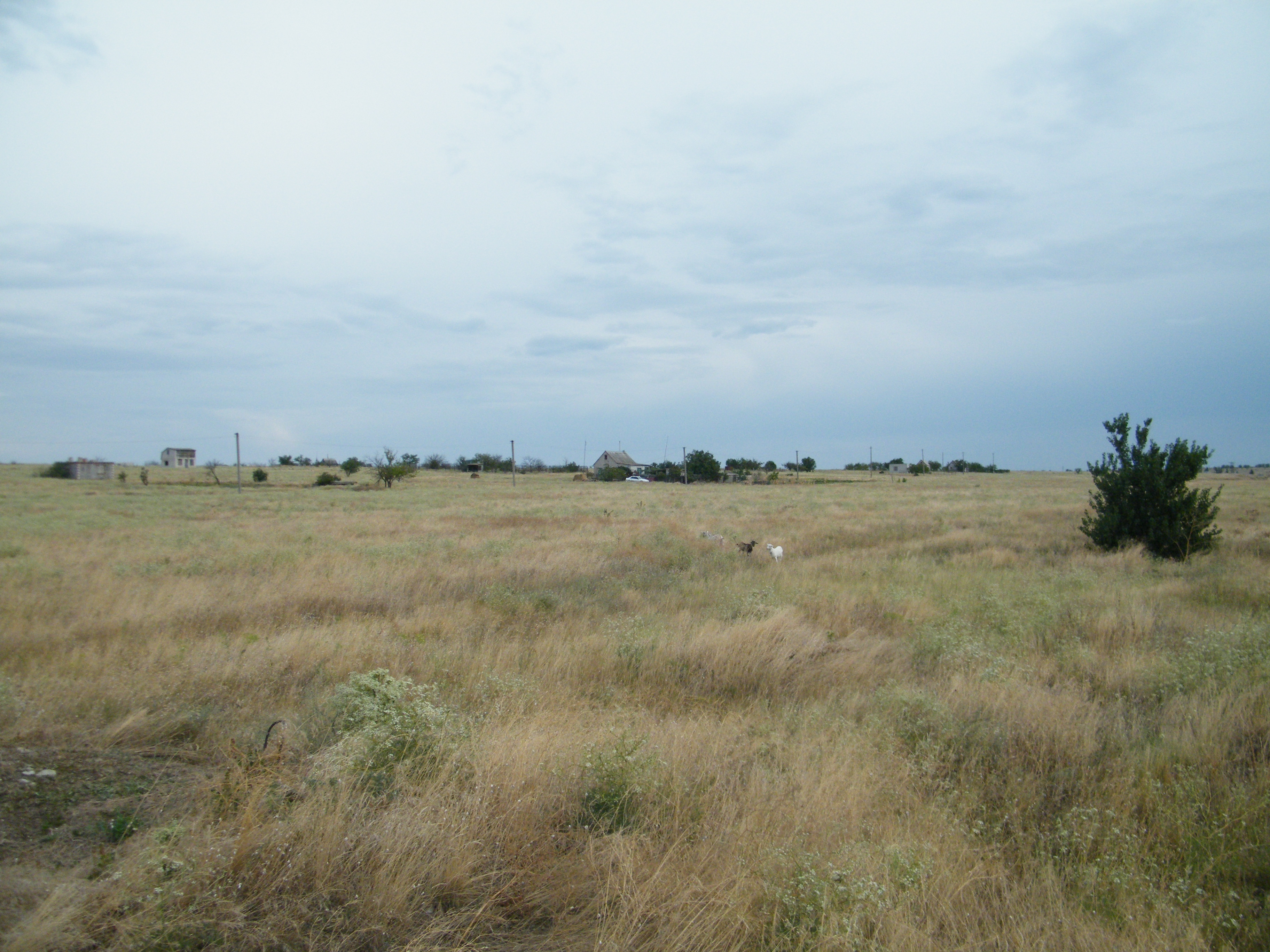
Степ біля села
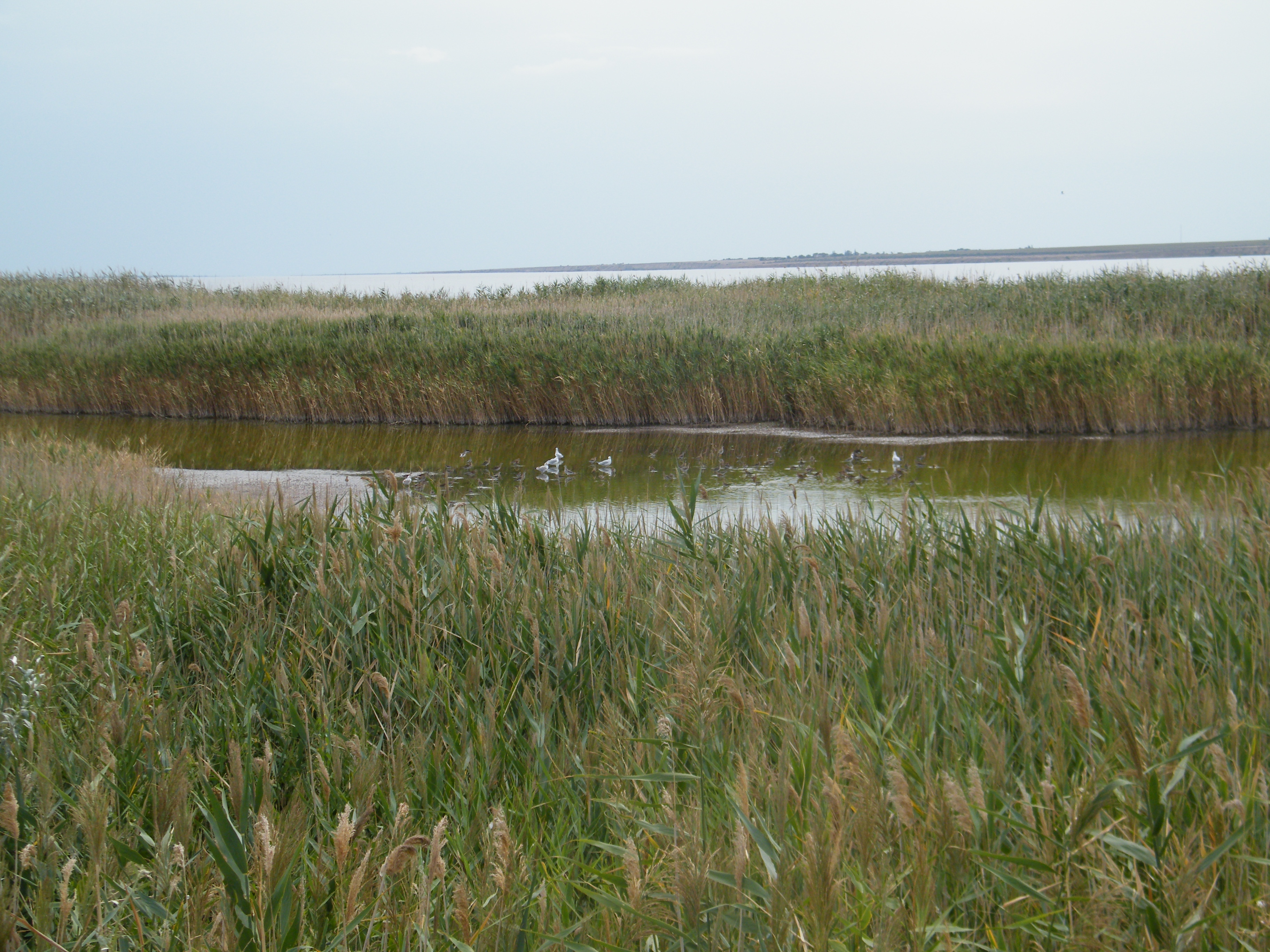
Пташиний базар біля села
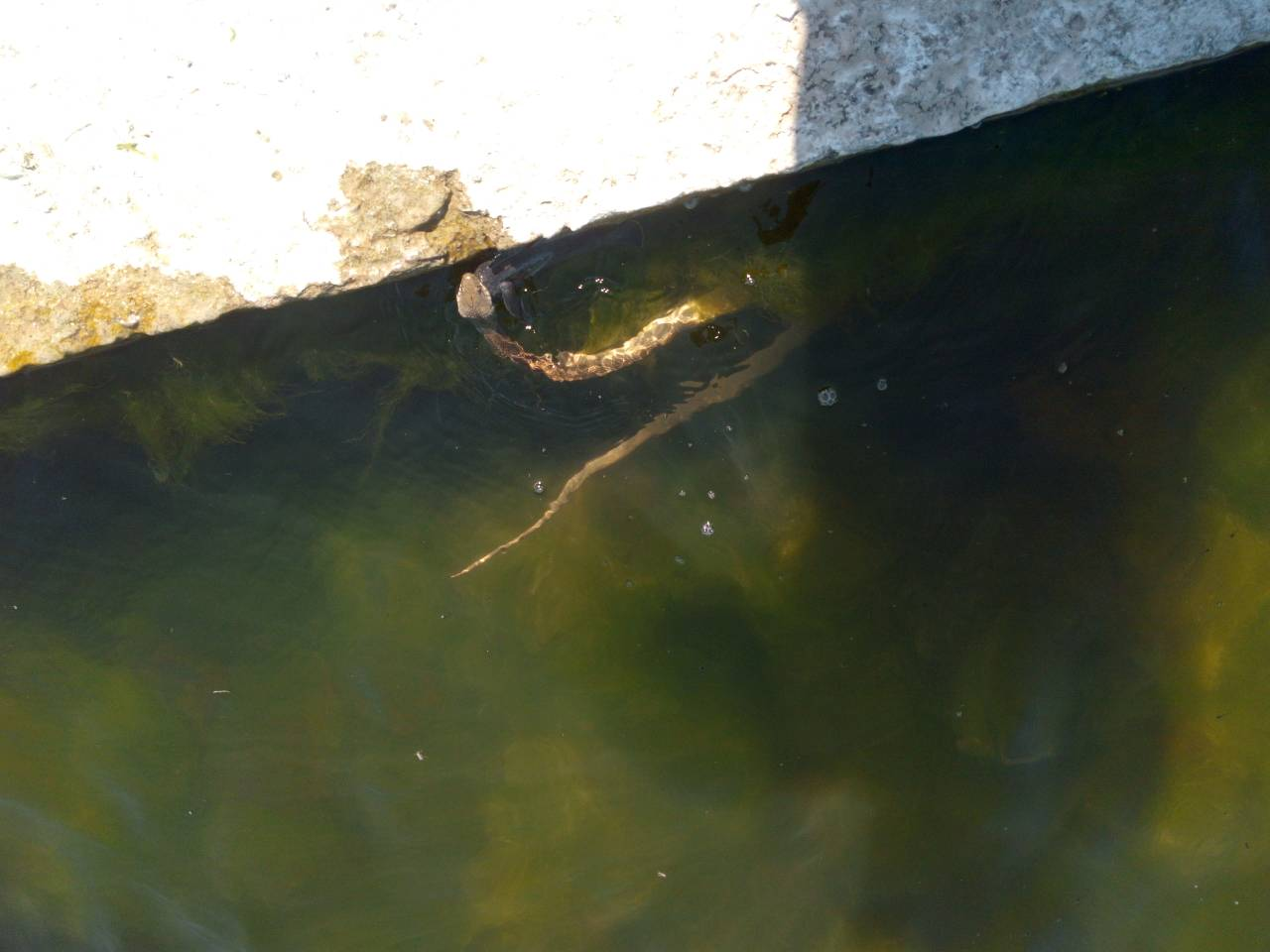
Водяний вуж з бичком в Осетрівці
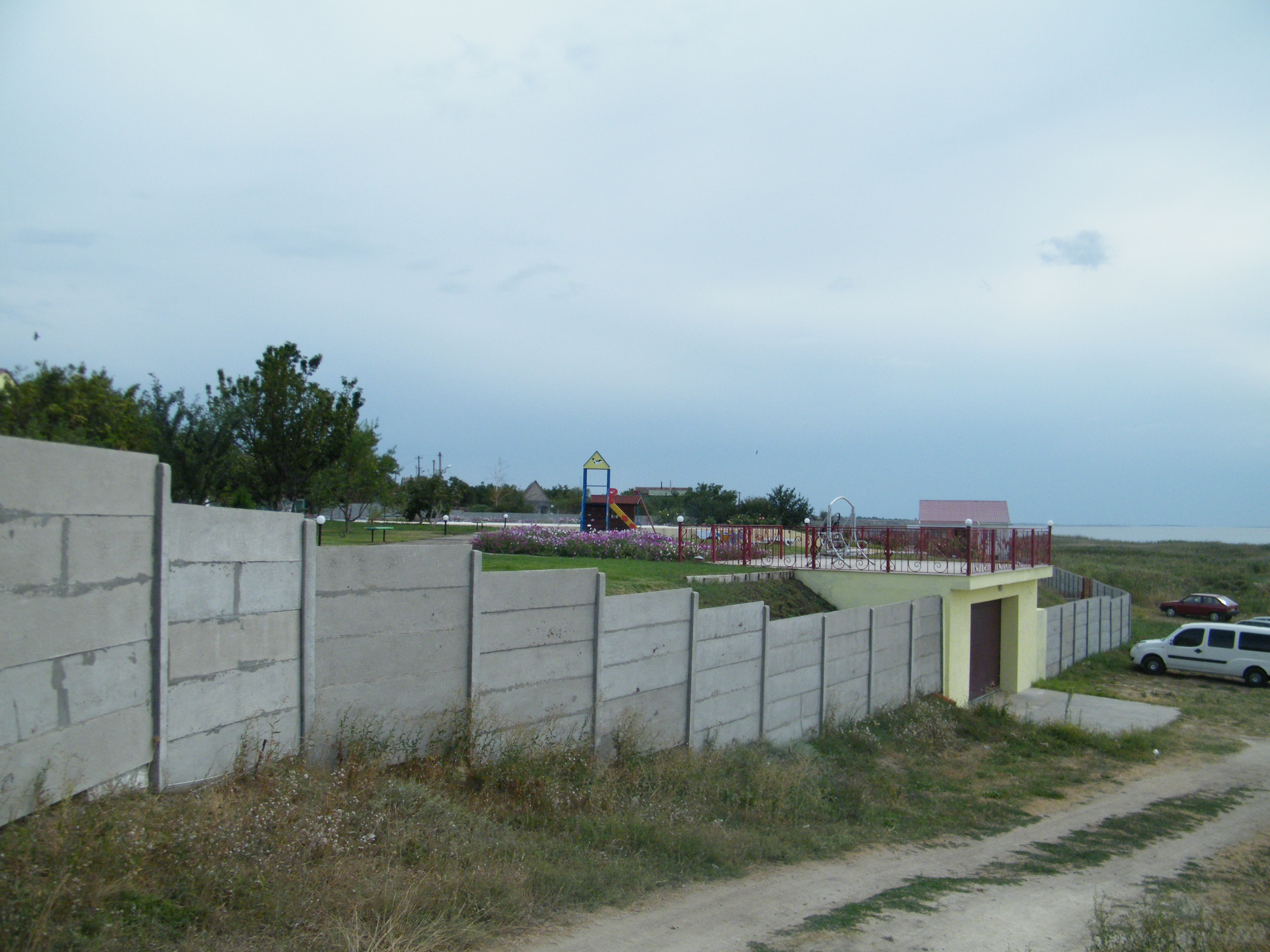
Садиба в Осетрівці
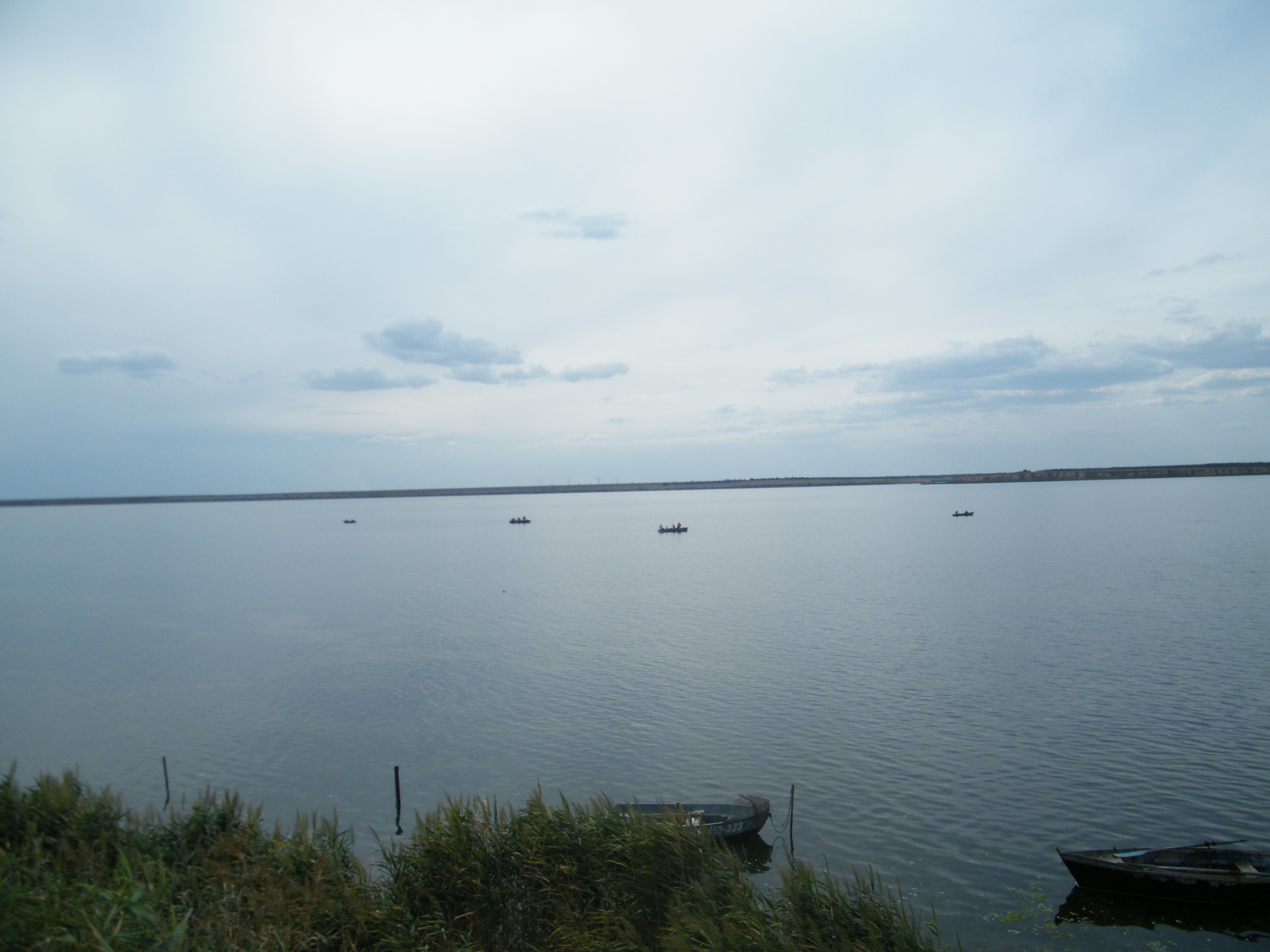
Рибалка в Осетрівці
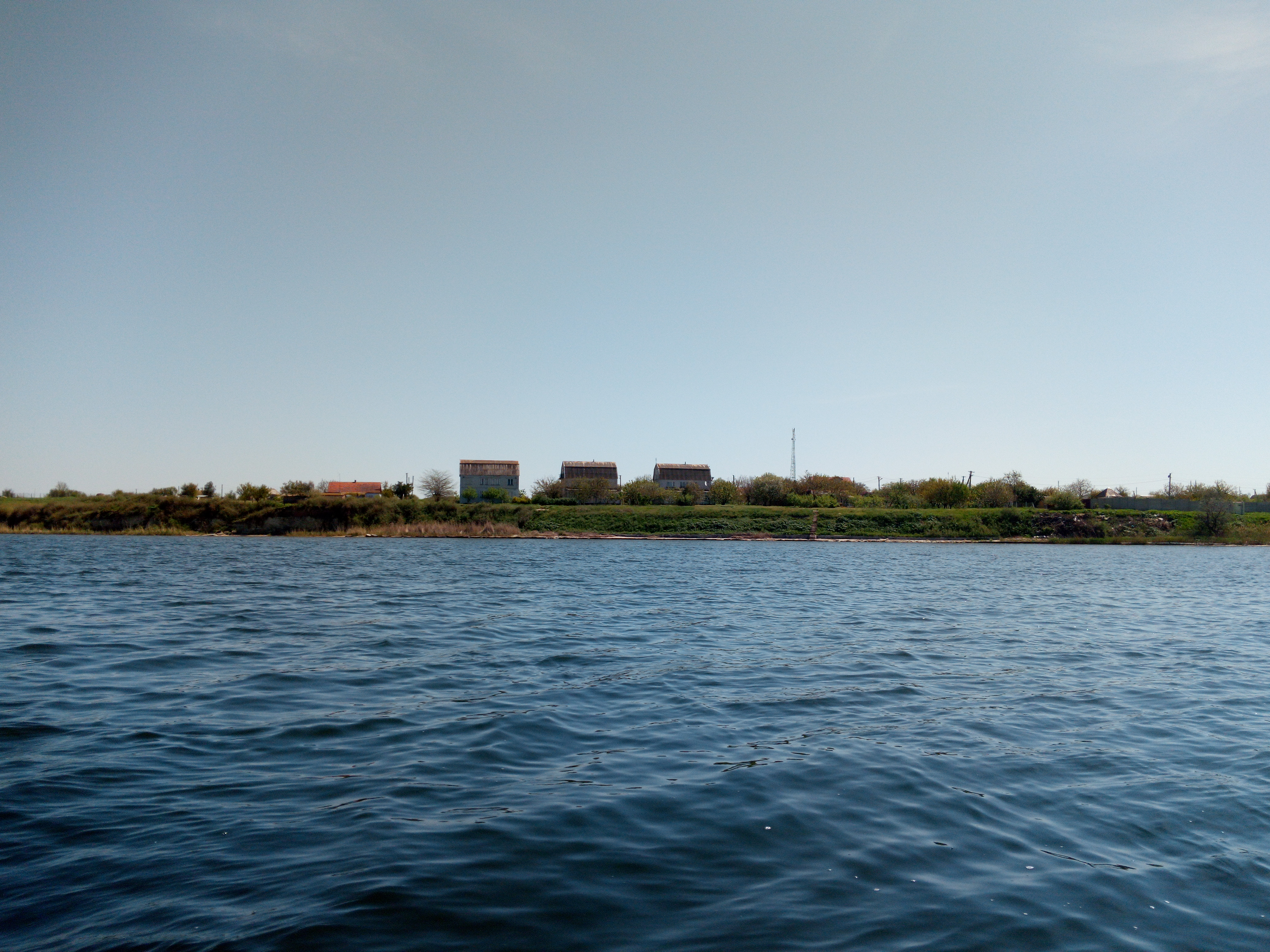
Осетрівка з лиману
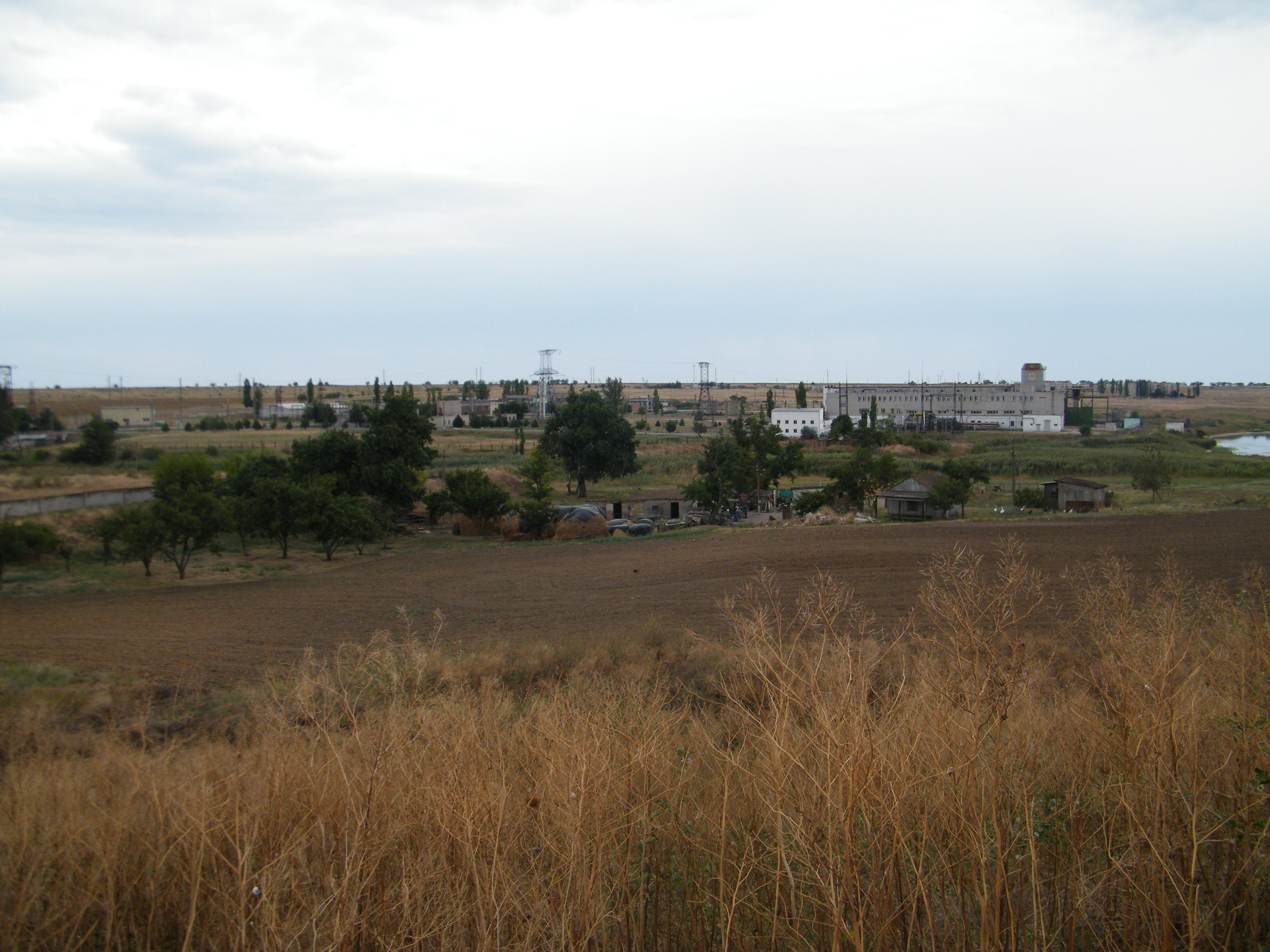
Газотурбінна електростанція
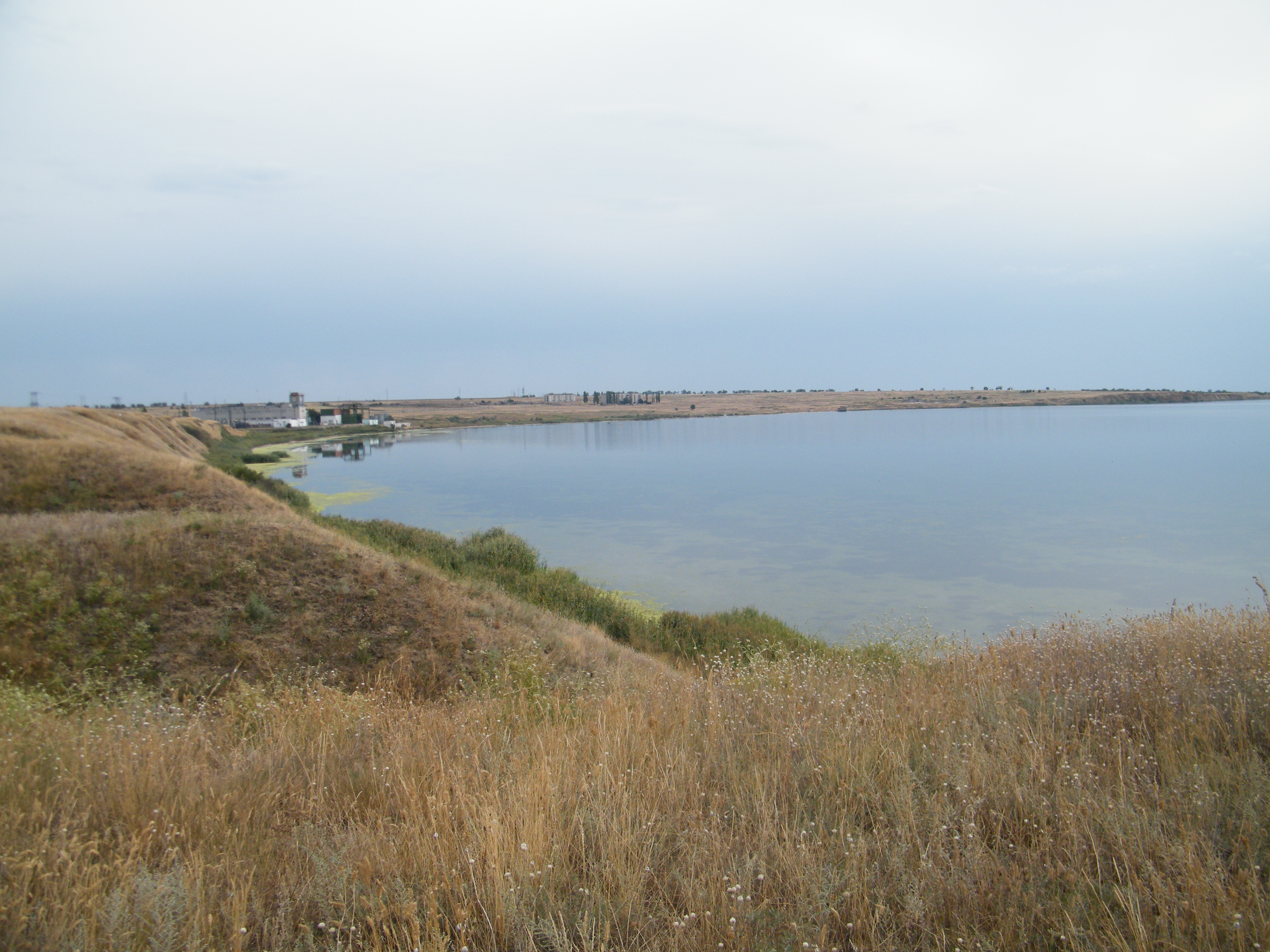
Вид із села на електростанцію